# Maria de Windisch-Graetz
Princesa Maria de Windisch-Graetz (Viena, Àustria, 11 de desembre de 1856 - Palau de Ludwigslust, Estat Lliure de Mecklenburg-Schwerin, República de Weimar, 9 d'agost de 1929) va ser una filla del Príncep Hugo de Windisch-Grätz i la Princesa Lluïsa de Mecklenburg-Schwerin (ella mateixa filla gran del Gran Duc Pau Frederic i la Princesa Alexandrina de Prússia).

## Joventut
Després de la primerenca mort de la seva mare, quan Maria tenia tres anys, ella i les seves germanes van créixer temporalment a la cort del seu oncle, el gran duc Frederic Francesc II, a Schwerin i Ludwigslust. Es desconeixen els detalls de la seva vida i educació primerenca.

## Matrimoni
A Schwerin, el 5 de maig de 1881, la Princesa Maria va contreure matrimoni amb el seu cosí germà, el Duc Pau Frederic de Mecklenburg, alemany de naixement, segon fill del Gran Duc Frederic Francesc II de Mecklenburg-Schwerin, i la seva esposa la Princesa Augusta de Reuss-Köstritz. La parella vivia al Palau Ludwigslust i va tenir cinc fills, dos dels quals van morir a una edat primerenca. La família va viatjar molt, donant a llum a la seva filla Maria Antonieta i el seu fill Enric Borwin a Venècia i un altre dels seus fills a Algèria. Els seus fills van ser educats en la fe catòlica, la religió de Maria, i va viure un vida tranquil·la a Venècia, on van fer amistat amb el Cardenal Sarto (més tard Papa Pius X), qui sovint va visitar la família i va actuar com el seu conseller espiritual. Maria, com els seus fills Pau Frederic i Enric Borwin, era una lectora entusiasta dels llibres de Karl May. Va visitar a May amb ells una vegada a Radebeul.
El 21 d'abril de 1884, el Duc Pau Frederic va diferir els seus propis drets successoris i els dels seus fills sobre Mecklenburg-Schwerin en favor dels seus germans menors i els seus respectius fills, de manera que prendrien precedència sobre ell i els seus fills.
Al 1887, el seu marit, criat al luteranisme, es va convertir al catolicisme, la religió de la seva dona i els seus fills en comú.
La duquessa Maria va ser considerada una malgastadora, i els problemes financers de la parella ducal aviat van sorgir els quals van portar al Gran Duc Frederic Francesc IV a incapacitar-lo a principis de març de 1906 i col·locar-lo sota el fideïcomissari del bisbe Christian von Stenglin.
Maria, pare de la qual va morir al 1904, es va mudar amb la seva família a les seves propietats de Carniola i va viure al Castell de Wagensberg (Bogenšperk) a prop de Litija. No obstant això, amb l'esclat de la Primera Guerra Mundial, Maria i la seva família van haver d'abandonar Krain. Va viure a Berlín i Mecklenburg durant la guerra. Després del final de la guerra, va tornar a el castell de Wagensberg, que ara formava part del Regne dels serbis, croats i eslovens. Va morir mentre es trobava a Ludwigslust i va ser enterrada en el Mausoleu Luisa, al costat del seu marit, a qui hauria sobreviscut 6 anys.

## Tasca com a arqueòloga
Al castell de Wagensberg, l'interès de Maria per la prehistòria de Carniola es va desenvolupar, possiblement fins i tot, en abans de la prehistòria. A l'edat de 49 anys, va començar a excavar a les rodalies del seu castell. Al fer-ho, va promoure diversos testimonis, especialment de l'edat del ferro, en el període Hallstatt. Ella va procedir amb rigor científic, el que la distingeix de les moltes altres cabanes de tresors nobles de l'època. Maria va ser la primera dona a fer excavacions programades i organitzades a la regió. Els llocs d'excavació inclouen diversos llocs que encara són importants avui, com Stična, Magdalenska Gora, Vinica carniola i eslovena i Hallstatt (1907). Al 1906 va entrar en una associació secreta d'excavació amb Alfred Götz i Friedrich Rathgen, el que li va permetre a Alfred Götz excavar un túmul a Stična per al departament de prehistòria del Museu Etnològic de Berlín i a el mateix temps instruir a Maria sobre les seves pròpies excavacions.
Maria no només va dirigir les excavacions, sinó que també va participar activament en aquestes, com mostren les fotografies. L'excavació de Hallstatt de 1907 va tenir el suport i va ser cofinançada per l'emperador Francesc Josep I. Quan es van acabar els seus propis fons, va fer al seu cosí Kaiser Guillem II un regal espectacular al 1913: el peto de Stična, la troballa més valuosa fins a la data. El regal no va deixar de fer efecte. L'emperador va fer que Carl Schuchhardt examinés el pectoral, qui el va declarar únic, i la duquessa va pagar una subvenció d'excavació de 100.000 Reichsmarks. Amb aquest generós suport va poder continuar el seu treball d'excavació fins a l'esclat de la Primera Guerra Mundial. Només a Magdalenska Gora, va excavar 10 túmuls amb un total de 355 tombes.
S'han documentat les seves excavacions. Des d'un punt de vista modern, les seves documentacions es poden considerar bones per a l'època i han anat millorant amb el temps, tot i així, la majoria dels registres es van perdre arran de les guerres mundials. Estava familiaritzada amb els mètodes i troballes moderns, com els de la "troballa tancada". Com a regla general, les troballes funeràries es van recuperar tancades, descrites amb precisió i emmagatzemades.
Segons els diaris d'excavació, la rutina diària estava estrictament definida. Cada dos dies, Maria treballava al jaciment des de les 9 del matí fins al capvespre. Li assistia un secretari, Gustav Goldberg, que es va encarregar de la feina escrita i que va instruir entre deu i noranta treballadors. En anys posteriors va contractar a dibuixants i fotògrafs professionals. Va mantenir correspondència amb els grans arqueòlegs del seu temps, com Oscar Montelius i Joseph Déchelette. Tots dos van visitar les excavacions a Stična a l'octubre de 1913. Els seus informes i articles en revistes especialitzades van portar el tan esperat reconeixement professional pel treball de Maria. Montelius va poder presentar a l'emperador a Bonn una altra caixa amb troballes com sivelles de cinturó. Com a resultat, va rebre un altre xec imperial al març de 1914.
La seva última campanya d'excavació va començar a Stična el 28 de juliol de 1914. Després d'una setmana va haver d'aturar-la a causa de l'esclat de la Primera Guerra Mundial. Pel que sembla, això va significar el final de les seves excavacions. Atès que gran part de la finca no s'ha conservat, no se sap si posteriorment va participar activament en la investigació arqueològica.
En els seus nou anys d'excavació, havia tret a la llum més de 20.000 objectes de més de 1.000 tombes en 21 llocs d'excavació.

## Col·lecció
La col·lecció de Maria, que omplia 72 caixes grans, havia estat confiscada com a resultat de la Primera Guerra Mundial i portada a el Museu Nacional (Narodni muzej Slovenije) a Ljubljana. A la dècada de 1920, Maria va intentar obtenir una devolució sol·licitant al rei Alexandre I de Iugoslàvia.
Immediatament després de la mort de Maria al juliol de 1929, la seva filla i hereva Maria Antonieta va aconseguir que el rei Alexandre, que governava sota una dictadura real en aquest moment, el retornés. El Museu Nacional va mantenir una secció representativa. Al 1932, Maria Antonieta va lliurar la col·lecció a la casa de subhastes de l'American Art Association, Anderson Galleries, Inc., a la ciutat de Nova York per a la venda. La casa de subhastes va organitzar una catalogació detallada per part d'un equip de destacats prehistoriadors europeus sota la direcció d'Adolf Mahr. El catàleg, que consta de 131 pàgines, es va publicar l'any 1934. A la subhasta de l'1 de desembre de 1934, però, no hi havia cap comprador per a l'article de col·lecció, que era inusual en aquest moment, que estigués disposat i pogués recaptar els 250.000 dòlars exigits per María Antonieta. Hugh Hencken, director del Museu Peabody d'Arqueologia i Etnologia de la Universitat Harvard, va poder adquirir la part de la col·lecció Magdalenska Gora i el Museu Ashmolean d'Oxford. La resta va ser inicialment emmagatzemada per Anderson. Després que les Anderson Galleries fessin fallida cinc anys més tard, Hencken va aconseguir adquirir la resta pel Museu Peabody. Van ser investigats i catalogats allà i van ser objecte d'una exposició especial per última vegada al 2006.
Les peces que ella i Görtz havien portat a Berlín es van exhibir per primer cop al Palau de Berlín i des de 1920 en endavant en el Museu Etnogràfic. Van arribar després de 1945 com a art saquejat a Leningrad i d'allí al 1977 a Leipzig. Només després de la reunificació van tornar al recentment dissenyat Museu de Prehistòria i Història Antiga de Berlín.

## Descendència
- Duc Pau Frederic de Mecklenburg (1882-1904)
- Duquessa Maria Lluïsa de Mecklenburg (1883-1883)
- Duquessa Maria Antonieta de Mecklenburg (1884-1944)
- Duc Enric Borwin de Mecklenburg (1885-1942), que es va casar amb: 1. Elizabeth Tibbits Pratt; 2. Natália OELRICHS i 3. Carola von Chamisso.
- Duc Josep Mecklenburg (1889-1889)

## Ordres
- Dama gran creu amb corona de gemmes de l'Ordre de la Corona Wéndica (en diamants).[6] (Gran Ducat de Mecklenburg-Schwerin)
- Condecorada amb la decoració per a dames de l'Ordre de la Corona Wéndica (en diamants).[7] (Gran Ducat de Mecklenburg-Schwerin)